# Kaiserin (Roman)
Kaiserin  (Originaltitel: Impératrice ) ist ein Roman von Shan Sa. Er erschien erstmals 2003. Die deutschsprachige Übersetzung von Elsbeth Ranke erschien 2005.

## Inhalt
Die Erzählung beschreibt das Leben von Wu Zetian, die im siebenten Jahrhundert Kaiserin von China gewesen ist. Sie wuchs in einer patriarchalen Gesellschaft auf und sie lernte, dass viele Annehmlichkeiten den Jungen vorbehalten waren.
Ihre Zeit am Hof ist geprägt vom Übergang der Sui-Dynastie zur Tang-Dynastie, Kriegen und der raschen wirtschaftlichen Entwicklung des Landes. Dies hat zur Folge, dass der Hof mit den Regierungsgeschäften oft überfordert war.
Das Leben am Hof langweilt Wu Zetian, und sie beneidet Frauen aus niederen Ständen, da sie nicht so großen gesellschaftlichen Zwängen unterworfen sind. Abwechslung bereitet ihr der Unterricht bei den Eunuchen und ihre Freundschaft mit einem Jungen am Hof, der aber eines Tages die Verbotene Stadt verlassen muss.
Der Roman endet mit dem Tod von Wu Zetian im Jahre 703.

## Kritik
„Eine unglaublich spannende Sittengeschichte aus dem alten China – geschildert von einer hochbegabten jungen Erzählerin mit großem Wissen, voll Kraft und Poesie.“

## Ausgaben
- Shan Sa: Kaiserin,  deutsch von Elsbeth Ranke, Piper, München, 2005, ISBN 978-3-492-04645-9